# Георг II (король Греции)
Гео́рг II (греч. Γεώργιος Βʹ, 19 июля 1890, Афины — 1 апреля 1947, Афины) — король эллинов в 1922—1924 и 1935—1947 годах из династии Глюксбургов, сын короля Константина I, греческий фельдмаршал (1939).

## Детство и молодость, первое изгнание и возвращение
Георг был рождён на королевской вилле Татой, в районе Афин, 19 июля 1890 года и был старшим сыном Константина I и его жены Софии Прусской. Он был прямым потомком пяти византийских императорских династий (Мономахов, Комнинов, Ласкарисов, Ангелов и Палеологов). Георг пошёл на военную службу, в 18 лет попал в Прусскую гвардию, воевал в Первой Балканской войне в составе 1-й Греческой армии. Когда в 1913 году его дед, Георг I, был убит, Георг стал наследником греческой короны (диадохом) и герцогом Спарты.

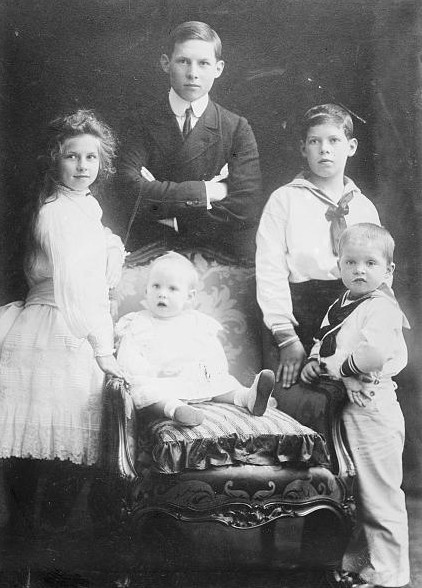
Дети Константина Ι, Георг — самый верхний. 1905 год

После свержения Константина I в ходе Первой мировой войны наследный принц Георг последовал за своим отцом в изгнание в 1917 году, а его брат Александр был установлен как правитель-марионетка премьер-министром Элефтериосом Венизелосом. Однако в 1920 году Александр умер, и плебисцит восстановил на троне Константина.
27 февраля 1921 года в Бухаресте Георг вступил в брак с Елизаветой Румынской, дочерью румынского короля Фердинанда I и Принцессы Марии Эдинбургской (развелись 6 июля 1935 года).

## Первый период правления и второе изгнание
27 сентября 1922 года, после поражения Греции в Битве при Смирне в ходе Второй Греко-турецкой войны, король Константин был низложен, и на престол взошёл Георг. Однако в декабре 1923 года на выборах одержали победу республиканцы, и по их требованию 18 декабря король должен был отправиться в изгнание в Лондон, однако Георг уехал в родную страну его жены, Румынию. Когда 25 марта 1924 года была окончательно объявлена республика, Георг был официально низложен и лишён гражданства, а его имущество было конфисковано. Сам же Георг всё чаще посещал Великобританию и Флоренцию, где жила его мать. В 1932 году он окончательно переехал в Великобританию.
Однако в том же году к власти в стране пришли монархисты, а 10 марта 1935 года правителем стал генерал Георгиос Кондилис, провозгласивший себя регентом. 3 ноября 1935 года был проведён референдум о восстановлении монархии, на котором более 97,9 % населения проголосовало за восстановление монархии, и 25 ноября 1935 года Георг вернулся из Лондона в Афины. Однако результаты плебисцита были получены под давлением: голосование не было тайным и в зависимости от результатов власть определяла своё отношение: те, кто голосовали за восстановление монархии, входили в милость у Кондилиса, и наоборот. Как писала «Таймс», «можно было отдать синий бюллетень за короля Георга и сделать приятное генералу Кондилису, а можно отдать красный бюллетень за Республику и получить пинок под зад».

## Второй период правления и третье изгнание
После возвращения Георга в страну фактическим правителем страны стал генерал Иоаннис Метаксас, установивший в августе 1936 года диктаторский режим. При нём резко усилилось давление на оппозицию, так как на выборах большой процент голосов получили коммунисты, что испугало короля. Усилилась цензура; индекс запрещённых книг включал сочинения Платона, Фукидида и Ксенофонта.
В октябре 1940 года в Грецию вторглись войска Италии, но войска под командованием Метаксаса смогли нанести им поражение. Однако в январе 1941 года Метаксас умер, а в апреле того же года покончил жизнь самоубийством его преемник — Александрос Коризис. После этого Георг принял на себя обязанности премьер-министра. Из-за того, что германская агрессия в отношении Греции становилась всё более вероятной, Георг стал просить о помощи Великобританию, после чего на юге страны началась высадка британских экспедиционных сил. 6 апреля 1941 года в Грецию вторглись войска Германии, а 24 апреля против Греции выступила Болгария. Греческая армия была разбита, а 23 апреля командующие Эпирской и Македонской армии, не поставив верховное командование в известность, капитулировали. Георг II укрылся сначала на Крите, а после его захвата Германией в мае 1941 года — в Каире, где возглавил греческое правительство в изгнании. Однако вскоре он, оставив правительство, уехал в Лондон.

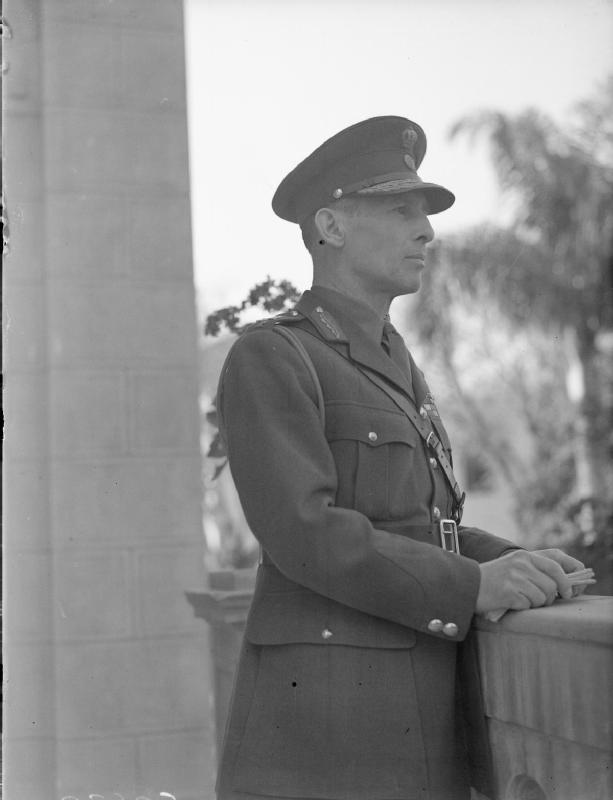
Глава правительства Греции в изгнании, король Георг II, 1941 год

## Вторая мировая война
В конце 1942 — начале 1943 года в Греции обострилось партизанское движение. Отряды Народно-освободительной армии Греции (ЭЛАС)), возглавляемой Арисом Велухиотисом, насчитывали более 6 тысяч бойцов. Они ожесточённо боролись за национальную независимость и падение фашизма. Так, в ночь на 25 ноября 1942 года отряд бойцов ЭЛАС напал на охрану моста через реку Горгопотамос возле города Ламия и после двухчасового боя взорвал его. Тем самым была на шесть недель выведена из строя магистраль, снабжавшая гитлеровские войска в Северной Африке.
Постепенно ЭЛАС стала весьма значительной силой, наносившей ощутимые удары оккупантам. 18 декабря 1942 года она в бою близ села Снихово разбила итальянскую роту, а 11 — 12 февраля в бою у села Оксиния греки практически полностью уничтожили воинскую часть противника.
5 марта 1943 года партизаны окружили итальянский гарнизон в городе Гревена и одновременно блокировали дороги, чтобы не допустить подхода подкреплений. Ожесточённые сражения шли два дня, и 7 марта оккупанты сложили оружие.
На фоне общего военно-политического кризиса в Италии это поражение заставило итальянцев вывести свои войска из Гревены и Кардицы. В итоге на территории Западной Македонии появился крупный освобождённый район, а к лету 1943 года партизаны освободили значительную часть страны.

## Правление после войны
В июле 1943 года Георг по радио заявил, что после окончания войны будет проведён референдум о государственном устройстве, во избежание гражданской войны. 4 ноября 1944 года Греция была очищена от оккупантов, но в ней обострились противоречия между республиканцами и монархистами. 1 декабря 1944 года британский генерал Скоби распустил выступавшую за республику ЭЛАС, а 3 и 4 декабря были расстреляны демонстрации в городах Афины и Пирей, что послужило поводом к началу гражданской войны.
Георг, по совету Уинстона Черчилля не сразу вернулся в Грецию, и 31 декабря 1944 года назначил регентом архиепископа Дамаскиноса. В феврале 1945 года ЭЛАС была разоружена, а 27 сентября 1946 года в Греции был проведён очередной референдум, и большинство греков высказались за сохранение монархии, и в сентябре Георг вернулся в Грецию.
Умер король 1 апреля 1947 года в Афинах от атеросклероза. Из-за своих многочисленных изгнаний Георг говорил, что самая важная вещь для греческого короля — чемодан.
Поскольку Георг II был бездетным, после его смерти престол унаследовал его младший брат, Павел I.

## Память
В Греции после его смерти выпустили почтовую марку с его изображением.